# 美国女子足球职业联赛
美国女子足球职业联赛（簡稱WPS），是美国最高级别的女子足球职业联赛，创建于2009年3月29日，取代了原有的美国女子足球大联盟（Women's United Soccer Association，簡稱WUSA），成立最初兩年有7支球隊角逐，於2011年球季縮減為6支球隊。2012年5月18日，WPS宣布，該聯盟解散。因此，美國女子足球最頂級的賽事变更为國家女子足球聯賽。

## 歷史

### 策劃
2003年當美国女子足球大联盟（WUSA）完成第三個亦是最後一個球季後宣佈解散，同年9月成立「WUSA重組委員會」（WUSA Reorganization Committee），並於2004年11月由委員會建立「女子足球倡議公司」（Women's Soccer Initiative, Inc.，簡稱WSII），其宗旨是『在各方面推廣及支持美國女子足運』，包括成立一個全新的職業足球聯賽。2004年及2005年分別重新啟動美国女子足球大联盟的嘗試均以失敗告終。
2006年6月WSII宣佈於2008年球季重新啟動聯賽賽事。同年12月公告與位於芝加哥、達拉斯、洛杉磯、聖路易斯、華盛頓及一個當時未開名的城市等6支球隊的東主或營運者達成協議。稍後再公告波士頓及纽约/新澤西加入成為提供球隊的城市。2007年9月重新啟動因避免與2007年女子世界盃和2008年北京奧運會撞期而由2008年春季推遲到2009年，並讓各支球隊有充足準備進行長遠營運。2008年5月27日聯賽賽會宣佈費城將會在2010年球季加入角逐，新球隊可與美職聯的费城联合（Philadelphia Union）共用設施。雖然已提名8支球隊，聯賽賽會仍然希望在首屆聯賽增加1隊維持有8隊角逐聯賽。首屆聯賽的第八隊宣佈初步選定位於聖地牙哥，並於稍後獲得確認。雖然有額外時間供原訂的5個城市進行籌備，但達拉斯最終流產，歸咎於球場的問題，因此首屆聯賽仍然是由7隊參賽。
2008年1月17日命名「美国女子足球职业联赛」（Women's Professional Soccer）的新聯賽與其商標同時向外公佈，商標採用退役球星米娅·哈姆的剪影而成。

### 建立

#### 分配球員
於2008年京奧在8月舉行後，美女足職聯於9月16日開始為球隊分配球員，將21名國家隊成員平均分配予7支球隊參與2009年球季，每隊3人，分配原則是球員與球隊之間有一定的聯繫，如家鄉、大學、美女足大联盟或W-聯賽（W-League）等。除凯特·马克格拉夫（Kate Markgraf）因在季前懷孕和阿莉·克里格（Ali Krieger）仍然與德國球會法蘭克福（1. FFC Frankfurt）有約在身外，其餘國腳悉數參加2009年球季的賽事。一週後，美女足職聯舉行「2008年WPS國際球員選秀會」（2008 WPS International Draft），7支球隊各自選取4名國際球員，首5名獲選球員有4名巴西國腳，包括金色榮耀（FC Gold Pride）首選的科美嘉（Formiga）、洛杉磯太陽神（Los Angeles Sol）第三選的（Marta）、聖路易斯競技（Saint Louis Athletica）第四選丹妮拉（Daniela）和芝加哥紅星（Chicago Red Stars）第五選姬絲蒂安妮（Cristiane），最後共有10名巴西球員入選；英格蘭的姬莉·史密芙（Kelly Smith）第二選被波士頓浪花（Boston Breakers）相中，加上華盛頓自由（Washington Freedom）第六選日本的泽穗希和FC天藍（Sky Blue FC）第七選澳洲的莎拉·沃尔什（Sarah Walsh）組成第一輪選秀。選秀權的次序於分配國家隊成員後由聯賽教練投票決定，在10月時舉行「2008年WPS通行選秀會」（2008 WPS General Draft），12月再舉行混合大學高年生及沒有參加選秀會球員的聯合選秀會，翌年1月舉行後聯合選秀會，而到2月個別球隊取錄本地參加試訓的球員。

#### 首季賽事
在球季展開前，美女足職聯只取得兩個贊助商，而大部分球隊並未有安排好推廣，甚或直至開季前才落實球員名單。於球季展開後，美女足職聯才取得更多的贊助，並且宣佈來年增加亚特兰大成為第九支參賽球隊。
美女足職聯首場賽事於2009年3月29日在家得宝中心球场由洛杉磯太陽神（Los Angeles Sol）迎戰到訪的華盛頓自由（Washington Freedom），有超過14,000名球迷進場觀戰，主隊以2-0獲勝，阿利森·福尔克（Allison Falk）取得首個入球。
首屆賽事產生多個問題，由於參賽球隊數目為單數，導致賽程不能平均進行，洛杉磯太陽神從中獲利而奪得常規賽冠軍，另外多個季末受傷球員、兩單重大交易和美女足職聯紀律委員會和委員的判決均惹來風波，最後FC天藍（Sky Blue FC）以常規賽第四位在季後賽過三關灰姑娘式贏得首屆錦標。大部分球隊均認為取得一定的成績，但虧損金額比預算為大。

### 成長煩惱
| 年度   | 常規賽 | 常規賽   | 常規賽   | 季後賽 | 季後賽   | 季後賽   |
| 年度   | 賽     | 總計人數 | 平均人數 | 賽     | 總計人數 | 平均人數 |
| ------ | ------ | -------- | -------- | ------ | -------- | -------- |
| 2009年 | 70     | 327,878  | 4,684    | 3      | 16,499   | 5,500    |
| 2010年 | 87     | 313,272  | 3,601    | 3      | 10,282   | 3,427    |

首屆的成功對洛杉磯太陽神（Los Angeles Sol）而言於事無補，當其營運者安舒茨娛樂集團（Anschutz Entertainment Group，簡稱AEG）將專營權交回美女足職聯後，聯賽當局支持了3個月仍未能找到合適買家，於2010年1月28日宣佈解散球隊，更須要舉行「2010年WPS分散選秀會」（2010 WPS Dispersal Draft）將有約在身的19名球員分配到其餘8支球隊。而聖路易斯競技（Saint Louis Athletica）更於球季進行中在5月突然因財困而解散，聯賽賽程需要重新編排，而所有聖路易斯競技的球員成為自由球員，大部分過檔亞特蘭大擊打（Atlanta Beat），球隊當時經過6輪賽事仍僅得1分，而最終亦以墊底成績結束球季。但另一支新加入的球隊費城獨立（Philadelphia Independence）卻取得不俗的成績，在常規賽獲得第3位，於季後賽決賽才不敵常規賽冠軍實力強大的金色榮耀（FC Gold Pride）。於季後賽決賽舉行前，美女足職聯宣佈來季新增一支來自西紐約的球隊，由當時的「水牛城閃電」（Buffalo Flash）組織而成。雖然表面上走勢強勁，但2010年球季的觀眾人數比首季明顯下跌，其中一隊（華盛頓自由）更在季中公開表示正在找尋新投資人。
問題在球季結束後接踵而來，4支球隊包括金色榮耀、芝加哥紅星、波士頓浪花及華盛頓自由均未能在限期前提供一筆巨額前期履約保證，其目的是避免聖路易斯競技解散的情況再次發生。衛冕冠軍金色榮耀未能籌集足夠的資金而解散，芝加哥獲延期30天付款，但於12月宣佈在2011年球季不能參賽，而華盛頓和波士頓最終可以付款，使到2011年球季只有6支球隊參賽。

## 参赛球队
| 美国女子足球职业联赛                   | 美国女子足球职业联赛                                | 美国女子足球职业联赛 | 美国女子足球职业联赛 | 美国女子足球职业联赛 |
| 球隊                                   | 主場球場                                            | 主場城市             | 成立                 | 加盟WPS              |
| -------------------------------------- | --------------------------------------------------- | -------------------- | -------------------- | -------------------- |
| 亞特蘭大擊打 （Atlanta Beat）          | KSU足球場 （KSU Soccer Stadium）                    | 喬治亞州肯尼绍       | 2009年               | 2010年               |
| 波士頓浪花 （Boston Breakers）         | 哈佛球場 （Harvard Stadium）                        | 马萨诸塞州波士顿     | 2001年               | 2009年               |
| 神奇傑克 （magicJack）                 | FAU足球場 （FAU Soccer Field）                      | 佛羅里達州博卡拉頓   | 2001年               | 2009年               |
| 費城獨立 （Philadelphia Independence） | 小莱斯利·奎克体育场 （Leslie C. Quick Jr. Stadium） | 宾夕法尼亚州彻斯特   | 2009年               | 2010年               |
| FC天藍 （Sky Blue FC）                 | Yurcak Field体育场 （Yurcak Field）                 | 新泽西州皮斯卡特维   | 2008年               | 2009年               |
| 西纽约闪电 （Western New York Flash）  | 沙蘭體育場 （Sahlen's Stadium）                     | 纽约州羅徹斯特       | 2008年               | 2011年               |

### 解散球隊
括號內為英文名稱及參賽年份
- 洛杉磯太陽神（Los Angeles Sol，2009年）
- 聖路易斯競技（Saint Louis Athletica，2009–2010年）
- 金色榮耀（FC Gold Pride，2009–2010年）
- 芝加哥紅星（Chicago Red Stars，2009–2010年）- 退出轉投美國女子超級足球聯賽（Women's Premier Soccer League，簡稱WPSL）
- 華盛頓自由（Washington Freedom，2009-2010年）- 搬遷到佛羅里達州博卡拉頓並更名神奇傑克（magicJack）繼續參賽

## 歷屆冠軍
| 球季   | 季後賽冠軍 | 常規賽冠軍   |
| ------ | ---------- | ------------ |
| 2009年 | FC天藍     | 洛杉磯太陽神 |
| 2010年 | 金色榮耀   | 金色榮耀     |

## 外部連結
- Women's Professional Soccer